# 界头庙镇
界头庙镇，是中华人民共和国陕西省延安市黄龙县下辖的一个乡镇级行政单位。

## 行政区划
界头庙镇下辖以下地区：
界头庙村、西石林村、马莲坪村、红罗圈村、山合村、刘家塬村、景家塬村、界子河村、神地村、石家庄村、白家塬村、小峪村、范家卓子村、相里村、曹家山村、高梁村、碾子塬村、红罗义村和榆前河村。